# Irmgard Giering
Irmgard Giering, geb. Knoppick (* 26. Februar 1925 in Berlin; † 8. März 2006) war eine Berliner Künstlerin und Kunsterzieherin. Ihr Stil weist sowohl Bezüge zum Expressionismus als auch zum Realismus auf.

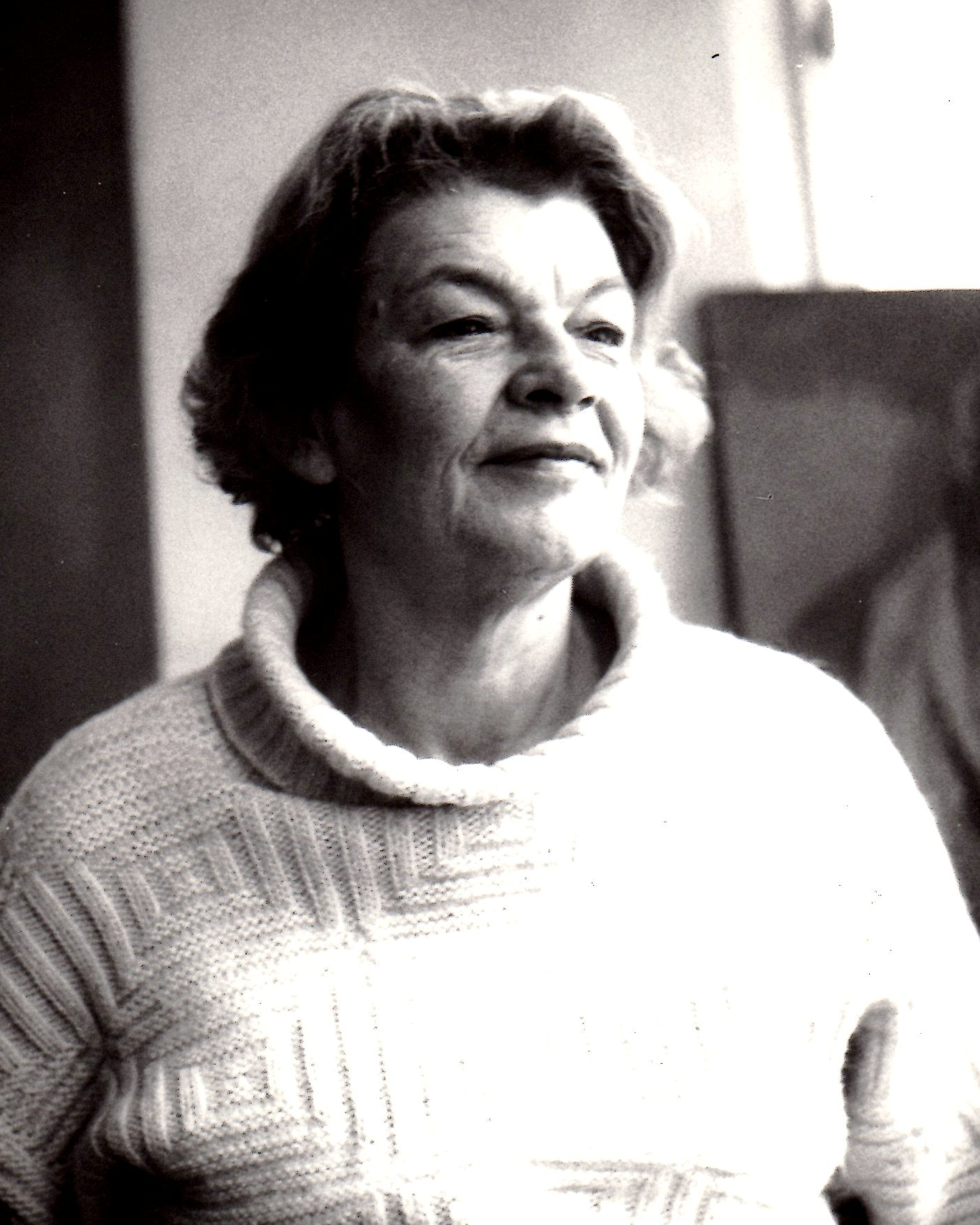
Irmgard Giering

## Leben
Nach Abschluss der Realschule im Jahre 1941 besuchte sie die Emmy-Stahlmann Kunstschule in Berlin. Da ihre Eltern sie nicht finanziell unterstützen konnten, profitierte sie von Begabtenstipendien. 1943 wurde sie als Achtzehnjährige aufgrund ihres zu expressionistischen Stils an der Hochschule für Bildende Künste (HFBK) in Berlin abgelehnt. Daraufhin nahm sie 1944 zunächst ein Studium der Kunstgeschichte an der Humboldt-Universität auf, hier studierte sie insbesondere bei Wilhelm Pinder. Während dieser Zeit gingen auch einige ihrer frühen Werke verloren, da sie durch die russischen Besatzungstruppen beschlagnahmt wurden. 1945 gelang es ihr, nun doch an der Hochschule für Bildende Künste Berlin (HFBK) aufgenommen zu werden. Hier studierte Giering bis 1951 unter der Leitung von Georg Tappert bei Heinrich Graf Luckner, Hofer, Kraus, Fischer und Kuhr. Von 1950 bis 1951 war sie Schülerin in der Meisterklasse von Georg Tappert, was ihren Stil nachhaltig prägen sollte. Im Anschluss erhielt sie ein Stipendium von Karl Hofer. 
Ihre künstlerische Jugendarbeit bei der amerikanischen Besatzungsmacht hat sie nachhaltig inspiriert, aber erneut auch zu Verlusten in ihrem Werk geführt, weil sie für eine größere Feier mit hochrangigen Militärs eigene Werke zur Dekoration zur Verfügung gestellt hat. Diese sind anschließend vom uninformierten Reinigungspersonal vernichtet worden (Inf. G.Freund aus dem Nachlass I. Gierings).
Nach ihrem Referendariat 1959 arbeitete sie als kunsterzieherische Lehrerin an verschiedenen Berliner Gymnasien, vorwiegend aber an der Gabriele-von-Bülow-Oberschule in Berlin-Tegel (bis 1979). Neben dem intensiven künstlerischen Austausch mit ihrem Ehemann, Harald Giering, den sie seit der gemeinsamen Hochschulzeit kannte und dessen Onkel Max Kindt, ebenso einem bekannten Berliner Maler, findet Giering Anregungen und Kritik im Kollegenkreis an der Bülow-Oberschule, wo auch andere aktive Künstler tätig waren wie Volkmar Oellermann, Arnulf Spengler, Uwe Elfert oder Christian Rickert. Ihre eigene künstlerische Arbeit dauerte – trotz ihres schweren Rückenleidens – bis Ende 2005 kontinuierlich an.
Obwohl von fachkundigen Freunden immer wieder ermutigt, trat Giering mit ihrem Werk nur selten an die Öffentlichkeit, da sie modischen „Kunstrummel“ meiden wollte und in ständiger, nicht selten von Zweifeln geplagter Auseinandersetzung mit ihrem Werk lebte. Eine Ausnahme bildeten die vielen Ausstellungen in Oberhessen, der zweiten Wahlheimat der Künstlerin.

## Werk
Ihr Hauptanliegen war die Farbe; denn Farbe hat nach Meinung der Künstlerin grundsätzlich Bezug zum Emotionalen, nimmt seelische Kräfte in Anspruch und setzt sie frei. Farbige Klänge, Harmonien und Spannungen zu erzielen, erforderten den vollen Einsatz der Malerin.
Der Gegenstand gab ihr den äußeren Anlass für die Bildidee, wenn ihr das Gesehene (insbesondere Stadt- und Naturlandschaften – aber auch Menschen, Pflanzen und Gegenstände mit interessanter Stofflichkeit und/oder Farbe etc.) zum Erlebnis wurde.
Verfolgt man ihr Werk, kann man feststellen, dass die Künstlerin eine Entwicklung vom abstrahierend-expressiven Malen zum immer realistischeren einfühlend-atmosphärischen Malen durchgemacht hat.
Siegfried Kühl, der bekannte Berliner Künstlerkollege Irmgard Gierings, hat anlässlich der Eröffnung ihrer Ausstellung „4 x Landschaft“ im Fontane-Haus in Berlin-Reinickendorf mit drei weiteren Kollegen 1988 von einem Urteil Georg Tapperts über seine Schülerin Irmgard Giering und ihre Malerei berichtet: „1946 betrat ich mit meinem neuen „Meister“, Professor Georg Tappert, die Hochschulklasse. Er wies mich ein und zeigte mir meinen neuen Arbeitsplatz in der Nähe des großen Atelierfensters. Freundliche Studienkameraden nahmen mich in ihren Kreis auf. Neben mir hatte Irmgard Giering ihre Staffelei aufgebaut, und ich bewunderte ihr Stillleben wegen der feinsten Grauwerte, die sich wie ein dichter Teppich durch das ganze Bild zogen. Georg Tappert nannte sie eine „echte“ Malerin, im Gegensatz zu unseren „Buntfärbern“, die mit der Farbe „gröhlend“ umgingen.“
In ihrem Werknachlass, der von einem ihrer Schüler verwaltet wird, findet sich neben einer Fülle von Ölbildern, Grafiken, Literaturillustrationen (u. a. zu Th. Manns "Joseph und seine Brüder" und Werken von Joseph Roth), über 800 Aquarelle.
Der größte Teil ihrer Aquarelle ist geprägt von einem geradezu rauschhaften Gestaltungswillen vor der Natur: Farbigkeit, Licht, Stofflichkeit, Leben, Kontraste, Atmosphäre – bis hin zu schwer darstellbaren Witterungserscheinungen wie Wind – finden Niederschlag in ihrem Werk.
Gemalt hat sie – neben den o.a. Naturlandschaften – besonders auch Berliner Stadtlandschaften in verschiedenen Perioden, Reisebilder, darunter verschiedenste mediterrane Landschaften und Ostseebilder, die vornehmlich in Skandinavien entstanden, Porträts, Tierbilder und Stillleben in verschiedensten Techniken, vorwiegend aber in Öl und Aquarell. Auch Szenen von Tagesaktualität wie die Oderflut und von historisch-politischem Interesse wie die Frauen um Goebbels, Motive der Zwanziger Jahre, orientalische Szenen etc., hat sie umgesetzt.
Infolge eines Rückenleidens verbrachte Giering jedes Jahr in verschiedenen Badeorten, was die Fülle von Landschaftsmotiven aus diesen Gegenden erklärt. Eine Werkaufnahme ist zwar in Arbeit, gestaltet sich aber angesichts des Umfangs vom künstlerischen Nachlass und der kaum dokumentierten in Privatbesitz bzw. Museen befindlichen Werke als langwierig. Auch sind die im Rahmen des Stipendiums von Karl Hofer entgegengenommenen Werke bisher noch nicht aufgefunden worden.

## Ausstellungen und Ausstellungsbeteiligungen
- Teilnahme an der juryfreien Ausstellung, Berlin 1954 (I. Knoppick – 3 Stillleben) (Fundstelle: Katalog der Juryfreien Ausstellung 1954)
- Weiterhin sporadische Beteiligung an der Großen Berliner Kunstausstellung und Freien Berliner Kunstausstellung in den 50er und 60er Jahren
- Bonn – Bauschau 1969; Künstler-Gemeinschaftsausstellung: Giering – Lerch – Stoverock: Landschaften und Stillleben (Fundstellen: Godesberger Nachrichten 17. April 1969; Bonner Rundschau 19. April 1969)
- Teilnahme an „Kunst in Wilmersdorf“; Kunstamt Berlin-Wilmersdorf (Fundstelle: Ausstellungsliste „Kunst in Wilmersdorf“ 30. November – 22. Dezember 1972)
- Teilnahme an der „twin towns art“ 1976; Rathausgalerie Reinickendorf; Partnerschaftsausstellung Greenwich, Maribo, Reinickendorf 14. Juni – 9. Juli 1976 (Fundstelle: Katalog der gleichnamigen Ausstellung. Berlin-Reinickendorf 1976)
- Blumen-Galerie am Eichkamp. Berlin-Charlottenburg; Einzelausstellung „Irmgard Giering: Berlin-Motive“ 10. September 1976 (Fundstelle: Kunst und Museen in Berlin. Oktober 1976. Hrsg.: Arbeitsgemeinschaft Berliner Kunstamtsleiter e.V.; Einladungskarten)
- Kurhotel Bad Pyrmont 1982; Einzelausstellung „Irmgard Giering: Pyrmonter Eindrücke“;(Fundstelle: Ausstellungsplakat)
- Teilnahme am Dezembersalon 1984; Galerie Taube Berlin;(Fundstelle: Katalog – „Dezembersalon ‘84“. Künstler der Galerie Taube Berlin)
- Hohaus-Museum Lauterbach 2. Oktober – 30. Oktober 1988; Einzelausstellung „Irmgard Giering: Landschaftliches aus Oberhessen“(Fundstelle: Lauterbacher Anzeiger 3. August 1988)
- Galerie im Fontane-Haus Berlin-Reinickendorf 7. Februar – 3. März 1988; „4 x Landschaft“ – Gemeinschaftsausstellung Calsow, Giering, Jaenicke, Soehring (Fundstelle: Katalog – 4 x Landschaft. Aquarelle, Pastelle, Gouachen…; Galerie im Fontane-Haus 1988, Nord-Berliner Zeitung 11. Februar 1988)
- Evangelische Kirchengemeinde Politische Gemeinde Niestetal 31. August – 10. Oktober 1989; Einzelausstellung „Irmgard Giering: Sommerbilder“ (Fundstelle: Ausstellungsplakat)
- Vogelsbergklinik, Hochwaldhausen 2. Juli – 2. August 1991; Einzelausstellung „Irmgard Giering: Bäume, Blüten, Paradiese“ Ölbilder, Aquarelle, Zeichnungen (Fundstellen: Einladungen und Ausstellungsplakat)
- Museum der Schwalm, Kunstkabinett 20. September – 20. Oktober 1991; Einzelausstellung „Irmgard Giering: Bäume, Blüten, Gärten“ – Ölbilder, Aquarelle, Zeichnungen (Fundstelle: Einladungen und Ausstellungsplakat; HNA 23. September 1991)
- Galerie Jakob Kohnert – Berlin-Charlottenburg 27. März – 30. April 1992; Einzelausstellung „Irmgard Giering: Baum – Bäume“ Ölbilder, Aquarelle, Zeichnungen; (Fundstelle: Einladungen und Ausstellungsplakat)
- Hohaus-Museum Lauterbach 15. August – 12. September 1993; Einzelausstellung „Irmgard Giering: Park, Garten“ Ölbilder, Aquarelle (Fundstelle: Lauterbacher Anzeiger 16. August 1993)
- Teilnahme an der Jahresausstellung des Fuldaer Künstlerbundes 1994 – Vonderau-Museum (Fundstelle: gleichnamiger Katalog der Ausstellung; Fuldaer Zeitung 24. September 1994 – mit Abbildungen)
- Teilnahme an der Jahresausstellung des Kunstvereins Fulda e.V. 1996 (Fundstelle: gleichnamiger Katalog der Ausstellung)
- Hohaus-Museum Lauterbach 2. Juli – 30. Juli 2000; Einzelausstellung „Irmgard Giering: Sommer-Impressionen aus dem Vogelsberg“ Ölbilder und Aquarelle (Fundstelle: Lauterbacher Anzeiger 10. Juli 2000)

## Posthume Ausstellungen seit 2006
- 1. Juli 2006 – 3. Juni 2007 Berlin, NoRa-Verlagsgemeinschaft (Querschnittausstellung)
- 6. September 2006 – 30. November 2006 Ranis, Galerie Westerheide „Blumen und Gärten“
- 15. Juni 2007 – 9. August 2007 Bad Salzschlirf, Kulturkessel und Kulturbahnhof: „Zwischen Berlin und Vogelsberg“
- 12. August 2007 – 9. September 2007 Fulda, Kunstverein „Tabularasa“: „Zwischen Berlin und Vogelsberg“
- 28. Mai 2010 – 27. August 2010 Ranis, Galerie Westerheide: „Berliner Stadtansichten“

## Dauerhaft ausgestellt
- seit April 2011 Galerie Westerheide – 3 Berlinbilder im Rahmen der Ausstellung „Künstler der Galerie“
- seit September 2011 Stadtbücherei Pößneck „Bilke“ – 6 Aquarelle m. R. anläßlich der offiziellen Übergabe der „Bilke“ nach der Restaurierung
- Graphothek Berlin Aquarelle zur Ausleihe

## Belege
1. ↑  Anzumerken ist, dass sie bis zu ihrer Eheschließung 1965 mit ihrem Kommilitonen und Maler-Kollegen Harald Giering ihre Arbeiten mit „K“ oder „Koppick“ signierte.
2. 1 2  Runge, Carola: Zur Eröffnung der Ausstellung von Irmgard Giering am 22. September 1991. In: Schwälmer Jahrbuch 1992. S. 153 ff.
3. ↑  4XLandschaft, Bezirksamt Reinickendorf von Berlin - Kunstamt (Hrsg.), Berlin 1988

| Personendaten    | Personendaten                           |
| ---------------- | --------------------------------------- |
| NAME             | Giering, Irmgard                        |
| ALTERNATIVNAMEN  | Knoppick, Irmgard (Geburtsname)         |
| KURZBESCHREIBUNG | deutsche Künstlerin und Kunsterzieherin |
| GEBURTSDATUM     | 26. Februar 1925                        |
| GEBURTSORT       | Berlin                                  |
| STERBEDATUM      | 8. März 2006                            |